# Râul Saciova
Râul Saciova este un curs de apă, afluent al râului Covasna. 